# Seznam nejvyšších budov v Chicagu

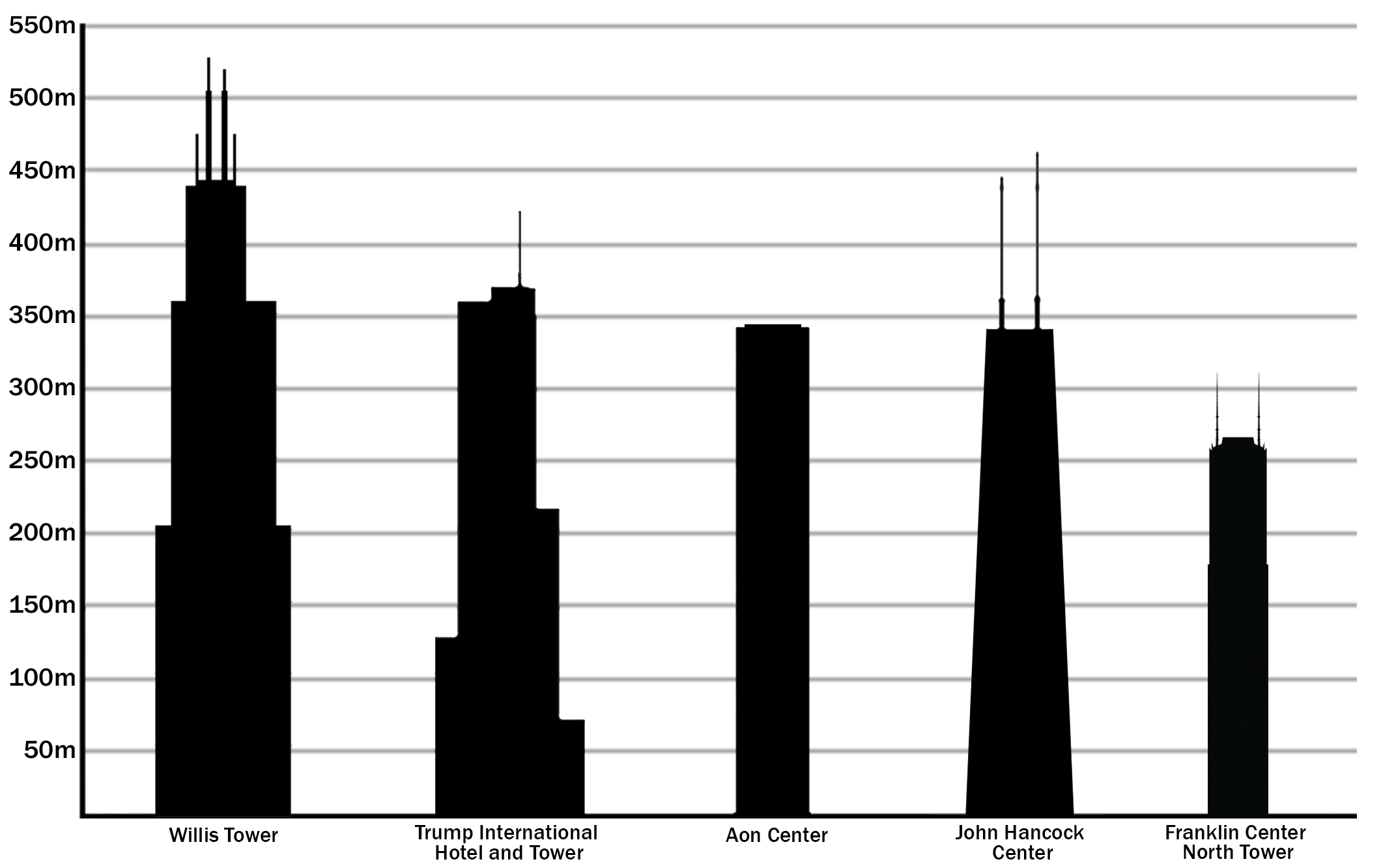
5 nejvyšších budov v Chicagu

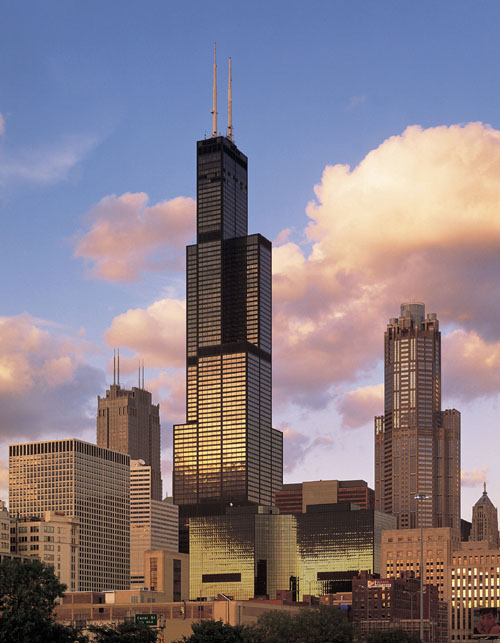
Willis Tower

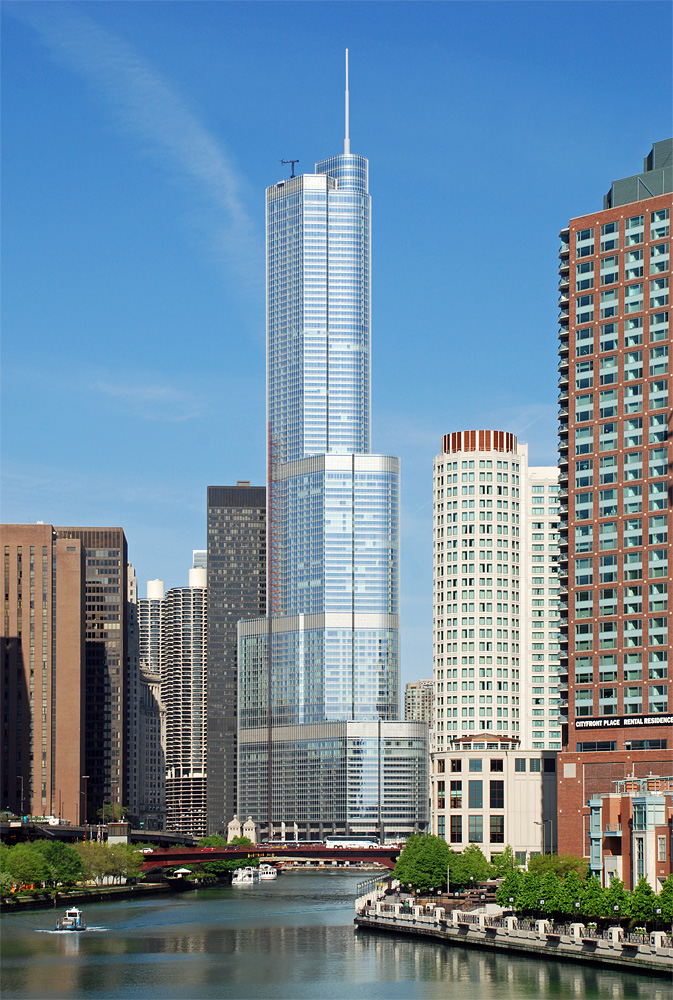
Trump International Hotel and Tower

Seznam 40 nejvyšších budov v Chicagu (Illinois, USA). Platný v roce 2011.
| Oficiální pořadí | Název                               | Maximální výška [m] | Výška střechy [m] | Podlaží | Výstavba  |
| ---------------- | ----------------------------------- | ------------------- | ----------------- | ------- | --------- |
| 1                | Willis Tower                        | 527,3               | 442,3             | 108     | 1972-1974 |
| 2                | Trump International Hotel and Tower | 423,4               | 356,9             | 92      | 2005-2009 |
| 3                | Aon Center                          | 346,3               | 346,3             | 83      | 1970-1973 |
| 4                | 875 North Michigan Avenue           | 457,2               | 343,5             | 100     | 1965-1969 |
| 5                | AT&T Corporate Center               | 306,9               | 270,1             | 60      | 1987-1989 |
| 6                | Two Prudential Plaza                | 303,3               | 279,0             | 64      | 1988-1990 |
| 7                | 311 South Wacker Drive              | 292,9               | 292,9             | 65      | 1988-1990 |
| 8                | 900 North Michigan                  | 265,5               | 265,5             | 66      | 1987-1989 |
| 9                | Water Tower Place                   | 261,8               | 261,8             | 74      | 1972-1976 |
| 10               | Chase Tower                         | 259,1               | 259,1             | 60      | 1966-1969 |
| 11               | Park Tower                          | 257,3               | 251,0             | 67      | 1998-2000 |
| 12               | Aqua                                | 250,9               | 250,9             | 83      | 2007-2009 |
| 13               | Legacy at Millennium Park           | 250,5               | 250,5             | 71      | 2007-2010 |
| 14               | 300 North LaSalle                   | 239,0               | 239,0             | 60      | 2006-2009 |
| 15               | Three First National Plaza          | 233,8               | 233,8             | 57      | 1978-1981 |
| 16               | Chicago Title & Trust Building      | 230,0               | 226,2             | 50      | 1990-1992 |
| 17               | Blue Cross-Blue Shield Tower        | 226,5               | 226,5             | 54      | 2007-2010 |
| 18               | One Museum Park                     | 223,7               | 223,7             | 62      | 2005-2009 |
| 19               | Olympia Centre                      | 221,0               | 221,0             | 63      | 1981-1986 |
| 20               | IBM Building                        | 211,8               | 211,8             | 52      | 1971-1973 |
| 21               | Elysian                             | 209,0               | 209,0             | 60      | 2006-2010 |
| 22               | 111 South Wacker                    | 207,6               | 207,6             | 52      | 2003-2005 |
| 23               | 181 West Madison                    | 207,3               | 207,3             | 50      | 1988-1990 |
| 24               | Hyatt Center                        | 207,0               | 207,0             | 48      | 2002-2005 |
| 25               | One Magnificent Mile                | 205,1               | 205,1             | 57      | 1980-1983 |
| 26               | 340 on the Park                     | 204,8               | 204,8             | 64      | 2005-2007 |
| 27               | United Building                     | 203,6               | 203,6             | 49      | 1990-1992 |
| 28               | UBS Tower                           | 199,0               | 199,0             | 50      | 1999-2001 |
| 29               | Richard J. Daley Center             | 197,5               | 197,5             | 32      | 1960-1965 |
| 30               | 55 East Erie                        | 197,2               | 197,2             | 58      | 2001-2003 |
| 31               | Lake Point Tower                    | 196,6               | 196,6             | 69      | 1965-1968 |
| 32               | River East Center                   | 196,3               | 196,3             | 58      | 1999-2001 |
| 33               | Grand Plaza I                       | 195,0               | 171,0             | 57      | 2001-2004 |
| 34               | 155 North Wacker                    | 194,5               | 194,5             | 45      | 2007-2009 |
| 35               | Leo Burnett Building                | 193,6               | 193,6             | 46      | 1986-1989 |
| 36               | The Heritage at Millennium Park     | 191,2               | 191,2             | 40      | 2002-2005 |
| 37               | NBC Tower                           | 190,9               | 150,9             | 37      | 1985-1989 |
| 38               | 353 North Clark                     | 190,2               | 190,2             | 40      | 2007-2009 |
| 39               | Millennium Centre                   | 186,0               | 186,0             | 59      | 2001-2004 |
| 40               | Chicago Place                       | 185,3               | 185,3             | 49      | 1989-1991 |